# Sedric Webber
Sedric Webber (New York, 5 gennaio 1977) è un ex cestista statunitense, professionista nella NBDL, in Svezia, Filippine, Venezuela e Australia.

## Palmarès
- 2 volte All-NBDL Second Team (2002, 2003)